# 17858 Beaugé
17858 Beaugé è un asteroide della fascia principale. Scoperto nel 1998, presenta un'orbita caratterizzata da un semiasse maggiore pari a 2,2989322 UA e da un'eccentricità di 0,2244288, inclinata di 5,06724° rispetto all'eclittica.